# Edson Beltrami
Edson Beltrami (São Paulo, 8 oktober 1965) is een hedendaags Braziliaans componist, fluitist, dirigent en muziekpedagoog.

## Levensloop
Zijn eerste muziekles kreeg hij van zijn vader. Zijn studies deed hij aan het Conservatório Dramático e Musical Dr. Carlos de Campos te Tatuí, São Paulo, Brazilië, bij João Dias Carrasqueira in het hoofdvak fluit. Verdere leraren waren Jean Noël Saghaard, Alexandr Magnin, Alain Marion, Pierre-Yves Artaud, Pierre Andre Vallade en Keith Underwood.
Sinds 1975 speelt hij fluit in het symfonisch orkest van Tatuí. Hij won verschillende prijzen voor zijn fluitspel, o.a. in 1977 een 1e prijs bij het Concurso Jovens Instrumentistas do Brasil Piracicaba; in 1978 een eerste prijs bij het Concurso Jovens Instrumentistas Campinas alsook de 1e prijs bij het Concurso Jovens Instrumentistas da TV Globo te Rio de Janeiro; in 1979 en 1980 een 1e prijs bij het Concurso do Colégio Objetivo São Paulo en in 1981 een 1e prijs bij het Concurso Solistas da Orquestra Sinfônica do Estado te São Paulo.
Als solofluitist speelt hij in de voornaamste orkesten van Brazilië, zoals het São Paulo Symphony Orchestra, São Paulo Young Symphony Orchestra, EMP(Piracicaba Music
School) Symphony Orchestra, Tatuí Symphony Orchestra, Radio MEC Symphony Orchestra of Rio de Janeiro, Ceará Chamber Orchestra en Campinas Symphony Orchestra en werkte met vele bekende dirigenten zoals Eleazar de Carvalho, Gérard Devos, Hans Martin Schneidt, Isaac Karabitchevsky en Benito Juarez.
Sinds 1994 is hij dirigent van het Symphonic Wind Orchestra van de Campos do Jordão Winter Festival. Aan het Dramatic and Musical Conservatory van Tatuí is hij coördinator voor de houtblazerssectie en docent voor fluit, kamermuziek en compositie. Hij is oprichter en dirigent van het Orquestra Sinfonica Jovem do Conservatorio Dramatico Musical Dr. Carlos Campos in Tatuí. Hij is tevens solofluitist van het São Paulo State Symphony Orchestra

## Composities

### Werken voor orkest
- 2000 Ouvertüre
- Adagio & Presto voor strijkers
- Dies Irae

### Missen en gewijde muziek
- Missa (Mis) voor gemengd koor en piano (opgedragen aan de Camerata Antiqua de Curitiba)

### Werken voor harmonieorkest
- 2001 Concerto para Banda Sinfônica
- 2004 Concertino for Flute and Band
- Da Boca pra Fora para Banda Sinfônica
- Dance para Banda Sinfônica
- Elegie para Violoncelo e Banda Sinfônica
- Fantasia por alto-saxofon e Banda Sinfônica
- Portrait para Banda Sinfônica
- Sabbath - An Ancient Ritual voor 8 hoorns en 8 trompetten
- Mass para Coro e Banda
  1. Kyrie
  2. Gloria
  3. Credo
  4. Sanctus
  5. Agnus Dei

### Muziektheater

#### Opera's
- Le petit Prince opera

- Library of Congress Control Number: no2016053101
- Virtual International Authority File: 9146332902518731720
- WorldCat: E39PBJmXMTTqQp8jjtJqYkXjmd